# (409) Аспасия
(409) Аспасия (др.-греч. Ἀσπασία) — крупный астероид главного пояса, диаметром более 160 км, который принадлежит к тёмному спектральному классу C. Он был открыт 9 декабря 1895 года французским астрономом Огюстом Шарлуа в обсерватории Ниццы и назван в честь Аспасии — второй жены Перикла.

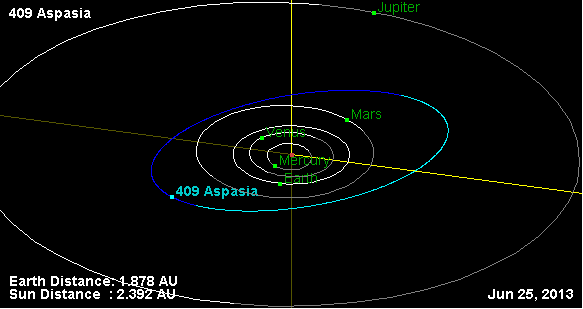
Орбита астероида Аспасия и его положение в Солнечной системе

Фотометрические наблюдения, проведённые в течение 2007-2008 годов в Palmer Divide Observatory, Колорадо-Спрингс, позволили получить кривые блеска этого тела, из которых следовало, что период вращения астероида вокруг своей оси равняется 9,021455 ± 0,000009 часам.